# Karjaluoto (halvö)
Karjaluoto är en halvö i Finland. Den ligger i Nådendal i landskapet Egentliga Finland, i den sydvästra delen av landet, 170 km väster om huvudstaden Helsingfors.